# Mecistocephalus magister
Mecistocephalus magister är en mångfotingart som beskrevs av Chamberlin 1939. Mecistocephalus magister ingår i släktet Mecistocephalus och familjen storhuvudjordkrypare. Inga underarter finns listade i Catalogue of Life.